# Oppidum van La Cheppe
Het Oppidum van La Cheppe, ook het Kamp van Attila of Vieux-Châlons genoemd, is een archeologische site in de Franse gemeente La Cheppe, in de buurt van Châlons-en-Champagne. Het was een Gallische ommuurde nederzetting die bewoond werd in de 1e v.Chr.

## Oppidum
Het oppidum was mogelijk de hoofdstad van de Gallische stam van de Catalauni. Over deze stam is weinig bekend. Ze woonden in de buurt van de Remi en gaven hun naam aan Châlons-en-Champagne. Het oppidum werd bewoond vanaf ca. 80 v.Chr. maar lijkt al te zijn verlaten in 20 v.Chr., voor de Romeinen zich vestigden in de streek. De oude weg tussen Reims en Bar-le-Duc passeert langs de site en de kleine rivier La Noblette loopt langs de zuidelijke wal.
Het oppidum was bijna cirkelvormig en had een totale oppervlakte van bijna 30 ha. Het was omgeven door een murus gallicus van 4 tot 5 meter hoogte met ervoor een gracht. De kern van deze wal bestond uit krijt of gekruiste houten balken, bedekt met aarde uit de gracht. Zo bekwam men een wal die gemeten vanuit de gracht een hoogte had van 10 tot 12 meter en een hoek van 50 of 60°. Bovenop de wal kon nog een houten palissade worden gebouwd.
De murus gallicus is in La Cheppe  goed bewaard gebleven en is duidelijk zichtbaar in het landschap. In deze wal zijn 4 openingen maar het is niet duidelijk of deze overeenstemmen met vroegere ingangen. Het terrein binnen de omwalling heeft een oppervlakte van 21 ha en is 460 tot 550 meter breed.
Op de site zijn sporen van houten gebouwen gevonden alsook munten en resten van werktuigen en Italiaanse amforen.

## Kamp van Attila
De omgeving van Châlons wordt door sommige historici gezien als de plaats van de Slag op de Catalaunische Velden. Het Oppidum van La Cheppe zou dan een mogelijke locatie van het legerkamp van Attila de Hun zijn, maar hiervan is geen enkel archeologisch bewijs. De naam Kamp van Attila wordt wel nog steeds gebezigd.

## Archeologie
Een eerste grote archeologische campagne vond plaats tussen 1861 en 1865 onder leiding van Pierre-Hilaire Létaudin. Deze opgravingen werden actief gevolgd en gesteund door keizer Napoleon III die regelmatig in de omgeving verbleef in het kader van militaire oefeningen in het militair kamp van Châlons. Binnen de site werd in de 19e eeuw een klein museum gebouwd, maar dit is intussen afgebroken en de vondsten worden bewaard in het Musée des antiquités nationales in Saint-Germain-en-Laye.
De site werd beschermd als historisch monument in 1862.